# Papendrecht
Papendrecht  este o comună și o localitate în provincia Olanda de Sud, Țările de Jos. Localitatea este situată la periferia orașului Dordrecht.